# Shane (actriz)
Shane (Simi Valley, California; 16 de diciembre de 1969) es el nombre artístico de ex actriz pornográfica, modelo erótica y directora estadounidense. Es miembro del Salón de la fama de AVN.

## Biografía
Shane, nombre artístico y abreviado de su nombre de pila Shannon Diane Hewitt, nació en el Condado de Ventura, estado de California, en diciembre de 1969. Comenzó su carrera en el cine para adultos en 1993, cuando contaba 24 años. Según su perfil de la revista AVN ella y su novio quedaron impresionados después de ver un vídeo de sexo gonzo dirigido por Seymore Butts, y se decidieron a hacer uno propio que ella terminó por enviar al cineasta, quien la invitó a Los Ángeles para conocerse, comenzando así su difusión como actriz en la industria.
Ha trabajado con productoras como VCA Pictures, Odyssey, Exquisite, Vivid, Flying Leap Productions, Exquisite, Factory Home Video, Sunshine Films, Private, Pleasure, 4 Play, Channel 69 o Seymore Butts, entre otras.
En 1995 arrancó nuevas escenas bajo su propio sello, Shane's World. En 1999, después del lanzamiento de su película Shane's World 18 - The Roller Coaster of Love, decidió retirarse de la industria para comenzar una familia con su esposo, el músico Bobby Fernández-Hewitt, con quien se había casado en mayo de 1997. Tras su marcha, Shane se vio involucrada en un pleito judicial sobre la marca comercial con dos antiguos trabajadores de su productora: su asistente personal y un camarógrafo. Shane consiguió mantener la licencia sobre el nombre de su productora, quedando esta bajo propiedad suya y de su marido.
En 2005 Shane fue incluida en el Salón de la Fama de AVN. Aunque volvió en contadas ocasiones a grabar escenas delante de la cámara, más ocupada en las tareas de producción, su última aparición fue en Shane and Friends, para el sello Odyssey. Se retiró poco después de esta actuación, habiendo aparecido en un total de 91 producciones como actriz.

## Premios y nominaciones
| Año  | Ceremonia    | Resultado | Premio                                | Trabajo                                 |
| ---- | ------------ | --------- | ------------------------------------- | --------------------------------------- |
| 1994 | Premios XRCO | Ganadora  | Unsung Siren of the Year              | —                                       |
| 1994 | Premios XRCO | Ganadora  | Peor película del año                 | Gum-me-bare                             |
| 1995 | Premios AVN  | Nominada  | Artista femenina del año              | —                                       |
| 1995 | Premios XRCO | Ganadora  | Unsung Siren of the Year              | —                                       |
| 1997 | Premios XRCO | Ganadora  | Mejor serie gonzo                     | Shane's World                           |
| 1999 | Premios AVN  | Nominada  | Mejor escena de sexo lésbico en grupo | Debbie Does Dallas: The Next Generation |